# 송악도서관 (당진시)
송악도서관은 충청남도 당진시 소재의 도서관이다.

## 연혁
- 2000년 11월 개관.